# برند کولمن
برند کولمن (آلمانی: Bernd Cullmann؛ زادهٔ ۱۱ اکتبر ۱۹۳۹) دونده اهل آلمان است.
وی در مسابقات کشوری و بین‌المللی در مجموع برندهٔ ۱ مدال طلا شده‌است.